# Braye
Braye es una comuna francesa, situada en el departamento de Aisne, de la región de Alta Francia.

## Demografía
| 98 | 92 | 116 | 130 | 133 | 131 | 119 | 119 |
| Para los censos de 1962 a 1999 la población legal corresponde a la población sin duplicidades (Fuente: INSEE [Consultar]) |    |     |     |     |     |     |     |